# Vol Daallo Airlines 3159
Le vol Daallo Airlines 3159 est un vol international reliant Mogadiscio, en Somalie, à Djibouti, qui a subi le 2 février 2016, 5 minutes après son décollage, une explosion dans la cabine passagers, lors de sa phase de montée entre 12 000  et   14 000 pieds d'altitude, faisant un mort (probablement le kamikaze) et 3 blessés parmi les 81 personnes à bord. L'Airbus A321 assurant ce vol a pu regagner l'aéroport en toute sécurité.
Une enquête ultérieure a indiqué que l'explosion avait été causée par une bombe déclenchée lors d'un attentat-suicide. Le groupe militant islamiste Al-Shabbaab a revendiqué l'attentat le 13 février. Au total, dix personnes ont été condamnées pour ce complot terroriste.

## Avion et équipage

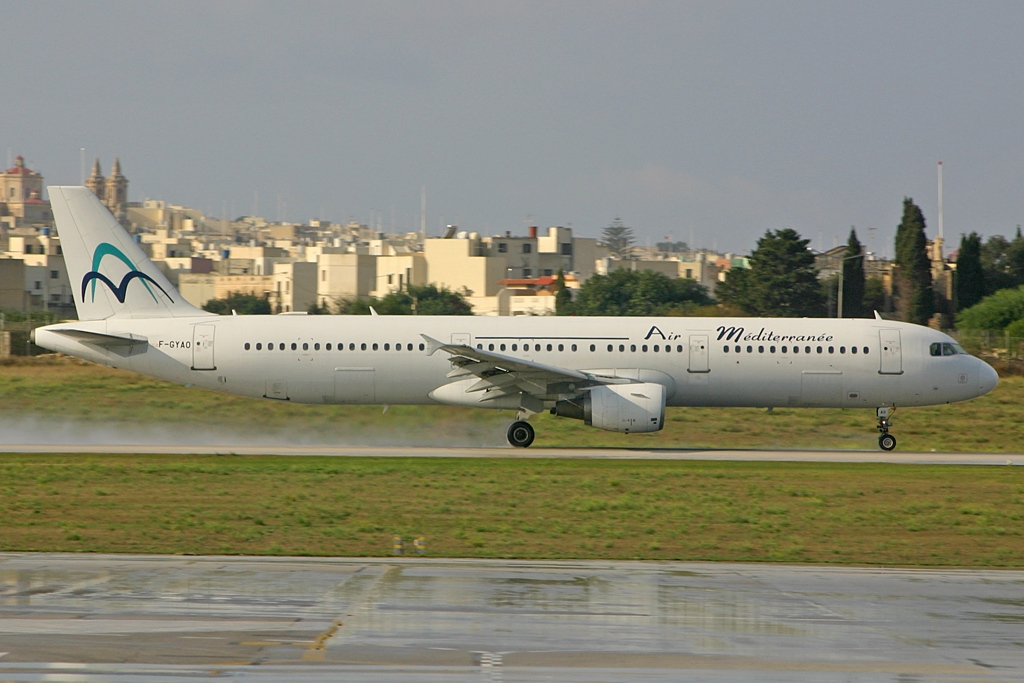
L'appareil impliqué dans l'accident, alors en service pour Air Méditerranée (F-GYAO), photographié en octobre 2007.

L'aéronef impliqué était un Airbus A321-111 âgé de 19 ans et immatriculé SX-BHS (numéro de série 642) ; il appartenait à Hermes Airlines et était exploité, au moment de l'incident, par Daallo Airlines depuis le 5 janvier 2015. Il avait auparavant été exploité par Hermes Airlines, Air Méditerranée, Myanmar Airways International et Swissair. Son premier vol a eu lieu le 6 janvier 1997 et il a été livré neuf à Swissair le 21 janvier de la même année. Il est équipé de deux moteurs CFM International CFM56.
Le commandant de bord était Vladimir « Vlatko » Vodopivec, un ressortissant serbe âgé de 64 ans ; le copilote, Riccardo Bonaldi (24 ans, nationalité italienne), était chargé de piloter l'avion tandis que le commandant Vodopivec surveillait les instruments de bord. Les deux pilotes étaient certifiés pour voler sur A321 et possédaient des licences médicales valides.

## Explosion
Environ 20 minutes après le décollage de Mogadiscio, en Somalie, à 11 h 00, heure locale, en route vers Djibouti, à une altitude d'environ 14 000 pieds (4 300 m), une violente explosion s'est produite à bord du vol 3159. Ce vol ayant été retardé avant le décollage, au moment de l'explosion, l'A321 n'était donc pas encore à son altitude de croisière et la cabine n'était pas encore entièrement pressurisée.
La déflagration au niveau du siège 16-F a causé un trou d'un mètre de diamètre dans le côté droit du fuselage, juste au-dessus de la voilure, cinq rangées après la porte d’accès à l'appareil.
Réagissant à l'explosion, les agents de bord ont déplacé les passagers vers l'arrière de l'avion. Les pilotes ont alerté la tour de contrôle de Mogadiscio, signalant un problème de pressurisation, mais n'ont pas déclaré d'urgence. L'avion est retourné à l'aéroport et a effectué un atterrissage d'urgence. Il y a eu trois blessés à bord, et le corps brûlé du kamikaze est tombé de l'avion, et a été retrouvé au sol dans la ville de Dhiiqaaleyà 30 km au nord de Mogadiscio ;  il a été retrouvé par des résidents vivants à proximité.

## Enquête
Les passagers devaient embarquer sur un vol de la Turkish Airlines qui a été annulé.
Les premières analyses ont permis de détecter des traces de trinitrotoluène. L'explosif aurait été placé dans un ordinateur portable, équipé d'un minuteur pour faire exploser la bombe en plein vol.
« Une bombe destinée à détruire l’appareil et tuer tous les passagers » est à l'origine de la perforation du fuselage selon le ministre somalien de l’Aviation.
Le terroriste a été identifié comme étant un homme de 55 ans, Abdullahi Abdisalam Borleh, originaire de Somalie, suspecté d’être l'auteur de l'explosion pour Al-Shabbaab. Deux employés de l’aéroport, dont Abdiwali Mahmud Maow, lui ont remis l'ordinateur contenant l'explosif. Au 8 février 2016, ces derniers et une vingtaine de personnes ont été arrêtés.